# Adamiwka (rejon winnicki)
Adamiwka (ukr. Адамівка) – wieś na Ukrainie, w obwodzie winnickim, w rejonie winnickim, w hromadzie Pohrebyszcze. W 2001 liczyła 638 mieszkańców.